# Rémusz bácsi meséi (televíziós sorozat)
A Rémusz bácsi meséi magyar televíziós bábfilmsorozat 1967-ben készült a Magyar Televízióban. Főszereplője Rémusz bácsi, aki mindennap mesél a kisfiúnak a híres nyúlról, aki gyakran túljár a róka eszén.

## Rövid tartalom
A kedves és vidám történeteket az öreg néger csizmadia, Rémusz bácsi meséli mindennap egy kis amerikai fiúnak egy nyúlról, aki furfangos és bátor. Ugyanis a nyúl könnyen ki tud fogni a gonosz, ravasz rókán. Nagyon jó barát, mert segít a bajba jutott társain is. Minden trükköt az észjárásának köszönhet.

## A könyv
A bábfilmsorozat előtt 1963-ban megjelent a Móra Ferenc Könyvkiadónál Joel Chandler Harris Rémusz bácsi meséi című könyve Vázsonyi Endre fordításában és Dégh Linda válogatásával.

## Alkotói
- Rendezte: Nagy György
- Írta: Joel Chandler Harris, Gárdos Klára
- Zenéjét szerezte: Pap Lajos
- Operatőr: Szabados Tamás
- Báb- és díszlettervező: Lévai Sándor
- Szerkesztette: Kerekes Pálné

Készítette a Magyar Televízió

## Szereplők
| Szereplő             | Színész         | Magyar hang      |
| -------------------- | --------------- | ---------------- |
| Rémusz bácsi         | Horváth Jenő    | Horváth Jenő     |
| Kisfiú               | Scheuring Zsolt | Scheuring Zsolt  |
| Betty (kisfiú anyja) | Örkényi Éva     | Örkényi Éva      |
| Kisfiú apja          | ?               | ?                |
| Dávid bácsi          | Harkányi Endre  | Harkányi Endre   |
| Szereplő             | Bábszínész      | Magyar hang      |
| Nyúl                 | N/A             | Márkus László    |
| Róka                 | N/A             | Kaló Flórián     |
| Teknős apó           | N/A             | Rajz János       |
| Mezeiné (juh)        | N/A             | Kiss Manyi       |
| Mezeiné lányai       | N/A             | ?                |
| Medve szomszéd       | N/A             | Mádi Szabó Gábor |
| Menyét szomszéd      | N/A             | ?                |
| Farkas koma          | N/A             | Garas Dezső      |
| Mókus szomszéd       | N/A             | ?                |
| Liba anyó            | N/A             | Pártos Erzsi     |
| Nyúlné               | N/A             | ?                |
| Menyétné             | N/A             | ?                |
| Farkasné             | N/A             | Hacser Józsa     |
| Rókáné               | N/A             | Schubert Éva     |
| Nyúl gyermekei       | N/A             | ?                |
| Puli kutya           | N/A             | Képessy József   |
| Madárka              | N/A             | ?                |
| Sün                  | N/A             | Miklósy György   |
| Oroszlán             | N/A             | Vándor József    |
| Krokodil             | N/A             | ?                |
| Zsiráf               | N/A             | ?                |
| Tücsök               | N/A             | Szabó Ottó       |
| Mosómedve            | N/A             | ?                |

## Epizódok
| #   | Cím                                     | Premier            |
| --- | --------------------------------------- | ------------------ |
| 1.  | A szurokbaba                            | 1967. október 22.  |
| 2.  | A lóvátett róka                         | 1967. október 29.  |
| 3.  | Vendégségben                            | 1967. november 6.  |
| 4.  | A mogyorócsősz                          | 1967. november 7.  |
| 5.  | Melyik a legerősebb állat?              | 1967. november 12. |
| 6.  | Liba anyó mestersége                    | 1967. november 19. |
| 7.  | Csirrem-csörröm                         | 1967. november 26. |
| 8.  | A tiritarka foltos nyúl                 | 1967. december 3.  |
| 9.  | Hol van a nyúl nevetőhelye?             | 1967. december 10. |
| 10. | A csiklandós héja                       | 1967. december 17. |
| 11. | Hogyan kötözte meg a nyúl az oroszlánt? | 1967. december 24. |
| 12. | Kópé tücsök pajtás                      | 1967. december 25. |
| 13. | Selypítő nyúlház                        | 1967. december 31. |

A bábfilmsorozat 2007-ben DVD-n jelent meg a Mokép gondozásában, később digitálisan felújított változatát 2012-ben is kiadták az MTVA forgalmazásával.
A MOKÉP által kiadott lemez csak a fenti első hét részt tartalmazza.

## Lásd még
- Rémusz bácsi